# Ludovic Paratte
Ludovic Paratte  (* 1. Februar 1992 in Genf) ist ein Schweizer Fussballspieler, der auf der Position des Mittelfeldspielers spielt.

## Karriere

### Vereine
Ludovic Paratte spielte bereits in seiner Jugend beim Servette FC Genève. Im Jahr 2011 stiess er zum Profikader des Vereins, konnte sich in den folgenden zwei Jahren jedoch nicht durchsetzen. Deshalb wurde er erst an den FC Fribourg und danach an Stade Nyonnais ausgeliehen. In der Saison 2014/15 kehrte er nach seinen beiden Leihen wieder zum Servette FC zurück und spielte noch für die U-21-Mannschaft. Im Herbst wurde er dann definitiv und ablösefrei an den Meyrin FC abgegeben. Der FC Champel und MDA Chasselay aus Frankreich waren die weiteren Stationen des Mittelfeldspielers. Seit 2018 steht er beim FC Veyrier Sports unter Vertrag.

### Nationalmannschaft
Ludovic Paratte bestritt am 24. August 2008 ein Testspiel für die Schweizer U-17-Nationalmannschaft gegen Österreich (0:3).